# Мэннинг, Патрик (гребец)
Патрик Фрэнсис «Пэт» Мэннинг младший (англ. Patrick Francis "Pat" Manning, Jr.; род. 5 июня 1967, Покипси, Нью-Йорк) — американский гребец, выступавший за сборную США по академической гребле в период 1989—1994 годов. Серебряный призёр летних Олимпийских игр в Барселоне, обладатель серебряной медали чемпионата мира, победитель и призёр многих регат национального значения.

## Биография
Патрик Мэннинг родился 5 июня 1967 года в городе Покипси, штат Нью-Йорк.
Занимался академической греблей во время учёбы в Северо-Восточном университете, который окончил в 1990 году. 
Дебютировал в гребле на взрослом международном уровне в сезоне 1989 года, когда вошёл в основной состав американской национальной сборной и побывал на чемпионате мира в Бледе, где в зачёте распашных рулевых восьмёрок финишировал четвёртым.
В 1990 году в безрульных четвёрках выступил на мировом первенстве в Тасмании — сумел квалифицироваться лишь в утешительный финал B и расположился в итоговом протоколе соревнований на девятой строке.
На чемпионате мира 1991 года в Вене стал серебряным призёром в безрульных четвёрках, пропустив вперёд только команду Австралии.
Благодаря череде удачных выступлений удостоился права защищать честь страны на летних Олимпийских играх 1992 года в Барселоне. Здесь в безрульных четвёрках финишировал в финале вторым, вновь уступив экипажу из Австралии — тем самым завоевал серебряную олимпийскую награду.
После барселонской Олимпиады Мэннинг ещё в течение некоторого времени оставался в составе гребной команды США и продолжал принимать участие в крупнейших международных регатах. Так, в 1994 году он отметился выступлением на домашнем мировом первенстве в Индианаполисе, где в программе безрульных двоек занял итоговое восьмое место.
В 1994 году получил степень магистра делового администрирования в Гарвардской школе бизнеса и затем работал в финансовой сфере. Являлся сотрудником таких крупных компаний как Salomon Brothers, Harvard Management Company, Sunguard Capital Markets, Bain & Company.